# Canal de Zwolle à l'IJssel
Le Canal de Zwolle à l'IJssel, en néerlandais Zwolle-IJsselkanaal, est un canal néerlandais, situé dans la province d'Overijssel.

## Géographie
Le canal relie la Zwarte Water à l'IJssel, en traversant le nord-ouest de la ville de Zwolle. Le canal dessert une zone industrielle située aux bords du Zwarte Water. Une écluse permet de franchir la différence de niveau d'eau avec l'IJssel.

## Histoire
Les travaux ont commencé en 1960. Après l'agrandissement de la ville par le nouveau quartier de Holtenbroek, ce canal devait désenclavé la zone industrielle située au nord de la ville, près de la Zwarte Water. L'ouverture officielle a eu lieu le 7 décembre 1964. Ce canal a remplacé le Willemsvaart, qui traversait le centre de Zwolle.

## Infrastructure
Trois ponts, dont un pour piétons, franchissent le canal. Un quatrième est en projet.

## Sources
- (nl) Cet article est partiellement ou en totalité issu de l’article de Wikipédia en néerlandais intitulé « Zwolle-IJsselkanaal » (voir la liste des auteurs).
- (nl) Zwolle-IJsselkanaal sur le site de Rijkswaterstaat